# 내추럴브리지 동굴

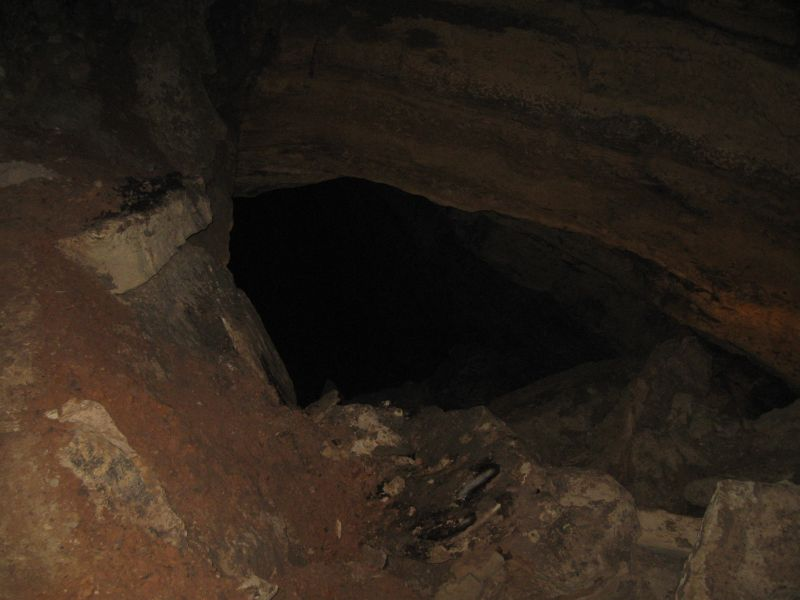
내추럴브리지 동굴

내추럴브리지 동굴(Natural Bridge Caverns)는 미국, 텍사스주에 있는 동굴이다.